# Divisió Atlàntica (NBA)
La Divisió Atlàntica és una divisió de la Conferència Est de l'NBA.

## Equips actuals
- Boston Celtics
- New Jersey Nets
- New York Knicks
- Philadelphia 76ers
- Toronto Raptors

## Campions
- 1971: New York Knicks
- 1972: Boston Celtics
- 1973: Boston Celtics
- 1974: Boston Celtics
- 1975: Boston Celtics
- 1976: Boston Celtics
- 1977: Philadelphia 76ers
- 1978: Philadelphia 76ers
- 1979: Washington Bullets
- 1980: Boston Celtics
- 1981: Boston Celtics
- 1982: Boston Celtics
- 1983: Philadelphia 76ers
- 1984: Boston Celtics
- 1985: Boston Celtics
- 1986: Boston Celtics
- 1987: Boston Celtics
- 1988: Boston Celtics
- 1989: New York Knicks
- 1990: Philadelphia 76ers
- 1991: Boston Celtics
- 1992: Boston Celtics
- 1993: New York Knicks
- 1994: New York Knicks
- 1995: Orlando Magic
- 1996: Orlando Magic
- 1997: Miami Heat
- 1998: Miami Heat
- 1999: Miami Heat
- 2000: Miami Heat
- 2001: Philadelphia 76ers
- 2002: New Jersey Nets
- 2003: New Jersey Nets
- 2004: New Jersey Nets
- 2005: Boston Celtics
- 2006: New Jersey Nets
- 2007: Toronto Raptors
- 2008: Boston Celtics
- 2009: Boston Celtics
- 2010: Boston Celtics
- 2011: Boston Celtics
- 2012: Boston Celtics
- 2013: New York Knicks
- 2014: Toronto Raptors
- 2015: Toronto Raptors
- 2016: Toronto Raptors
- 2017: Boston Celtics
- 2018: Toronto Raptors
- 2019: Toronto Raptors
- 2020: Toronto Raptors
- 2021: Philadelphia 76ers
- 2022: Boston Celtics

## Títols
- 22: Boston Celtics
- 7: Toronto Raptors
- 5: Philadelphia 76ers
- 5: New York Knicks
- 4: Miami Heat
- 4: New Jersey Nets
- 2: Orlando Magic
- 1: Washington Bullets